# Lucidalabbra

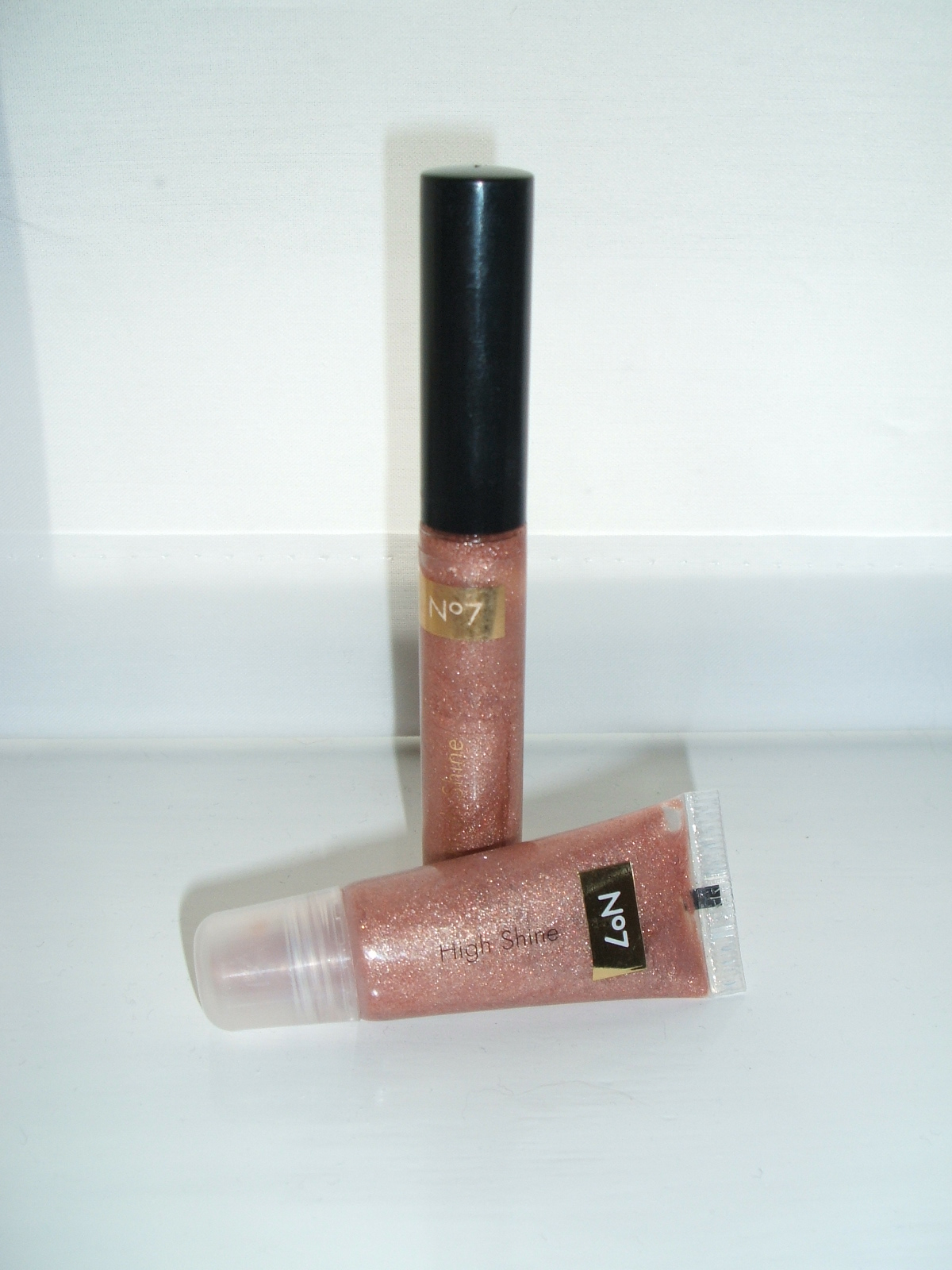
Lucidalabbra

Il lucidalabbra, detto anche gloss (dal nome inglese lip gloss) è un cosmetico, che serve a far apparire le labbra più lucide.
Si applica come il rossetto, ma è trasparente e generalmente produce una patina più spessa e appiccicosa. Oltre ai lucidalabbra standard, che producono solo l'effetto di lucidità, esistono lucidalabbra colorati, dotati di micropagliuzze luccicanti, o aromatizzati (per esempio alla frutta o cioccolata).

## Tipi
Come il rossetto, il lucidalabbra è disponibile in varie forme e può essere applicato in diversi modi. Può essere contenuto in un piccolo cilindro e applicato con una bacchetta applicatrice arrotondata o inclinata (nota come applicatore doe foot) o con un pennello per labbra integrato. Può essere disponibile in un tubetto di plastica piccolo, morbido e comprimibile, progettato per essere passato sulle labbra o applicato con la punta delle dita o con un pennello per labbra. I lucidalabbra solidi o semisolidi sono disponibili in scatole o tubi e talvolta offuscano la distinzione tra lucidalabbra e balsamo per labbra.
Il lucidalabbra di base aggiunge semplicemente lucentezza alle labbra senza colore. Il lucidalabbra colorato aggiunge una combinazione di colore e lucentezza. Il lucidalabbra glitterato ha una base glitterata, con o senza colore.
Nuovi tipi di lucidalabbra "rimpolpanti" contengono ingredienti che fanno apparire le labbra più morbide e carnose. Si tratta di un'alternativa economica, facile e solitamente innocua rispetto al collagene, al Restylane, al Juvederm o alle iniezioni di grasso. Tali lucidalabbra sono popolarmente conosciuti come lucidalabbra "lifter". Tuttavia non sono altrettanto efficaci perché gli effetti sono temporanei. Il lucidalabbra rimpolpante può anche lasciare una sensazione di bruciore sulle labbra quando viene applicato per la prima volta.
Il lucidalabbra viene spesso utilizzato quando una persona vuole avere un po' di colore sulle labbra, ma non vuole un effetto di colore intenso e solido (cioè un aspetto più "truccato"), come creerebbe un rossetto. Il lucidalabbra viene spesso utilizzato anche come introduzione al trucco. Puoi trovare lucidalabbra leggeri e scintillanti in molti kit di introduzione al trucco. Viene spesso utilizzato da preadolescenti e ragazze adolescenti che vogliono truccarsi, ma sono troppo giovani per indossare rossetti dai colori più intensi. È comune anche per le giovani donne a cui non piace truccarsi ma devono partecipare ad un'occasione formale. Può essere applicato sopra il rossetto per aumentare la brillantezza di un colore, oppure per aggiungere profondità come nel caso dei lucidalabbra "glitter".

## Composizione
Come il rossetto, il lucidalabbra è una miscela di cere, oli e pigmenti. Tuttavia, il lucidalabbra contiene meno pigmenti e quelli utilizzati sono spesso di colore pallido o diluiti (<3%). Inoltre, la natura scorrevole del prodotto richiede meno cera. I componenti principali sono la lanolina, che dona una piacevole sensazione sulle labbra grazie alle sue qualità idratanti e dona lucentezza, e il polibutene.

## Storia
Il lucidalabbra è stato inventato da Max Factor nel 1930. Voleva creare un prodotto per le labbra che le rendesse lucide e brillanti per i film. Factor ha creato cosmetici per l'industria cinematografica. Ha sviluppato un trucco specifico per le attrici protagoniste di film in bianco e nero. Le donne sono state ispirate dalle attrici cinematografiche per abbracciare questa tendenza del trucco. Ciò ha portato alla popolarità del lucidalabbra. Il primo lucidalabbra disponibile in commercio fu X-Rated di Max Factor, lanciato nel 1932. La formula originale fu venduta fino al 2003, quando Procter and Gamble ritirò il prodotto.
Nel 1973, Bonne Bell introdusse il primo lucidalabbra aromatizzato, Lip Smackers. I Lip Smackers erano, e sono ancora in epoca moderna, popolari tra gli adolescenti. Inizialmente Lip Smackers era disponibile in due formati: piccolo e grande. Quelli piccoli potevano essere tenuti in tasca e quelli grandi avevano una corda da appendere al collo. È stato pubblicizzato che prima di un appuntamento un'adolescente dovrebbe scegliere un sapore appropriato di tali prodotti.